# Секула (Виченца)
Секула је насеље у Италији у округу Виченца, региону Венето.
Према процени из 2011. у насељу је живело 621 становника. Насеље се налази на надморској висини од 28 м.